# Маркус, Зигфрид
Зигфрид Маркус (нем. Siegfried Marcus, полное имя Siegfried Samuel Marcus; 1831—1898) — немецко-австрийский механик и изобретатель; автор нескольких автомобилей с бензиновым двигателем.

## Биография
Родился 18 сентября 1831 года в городе Мальхин в еврейской купеческой семье. Его отец Липман Маркус (1791—1855) был одним из руководителей иудейской общины Мальхина, мать — Роза Маркус (урождённая Филип, 1796—1859) — происходила из Карлскруны.  
Обучался механике в Mechaniker Lilge родного города. В 1845 году отправился в Гамбург, оттуда переехал в Берлин и работал в недавно основанной мастерской Siemens und Halske (в настоящее время компания Siemens). Чтобы избежать военной службы в Прусской армии, Маркус уехал в Австрию. В 1852 году он поселился в Вене и оставался здесь до конца жизни. В Вене сначала работал в мастерской механика Карла Крафта, затем в 1854 году работал механиком в лаборатории Императорского физического института (Венский технический университет). С 1855 по 1856 год Маркус работал в Геологической службе Австрии. 

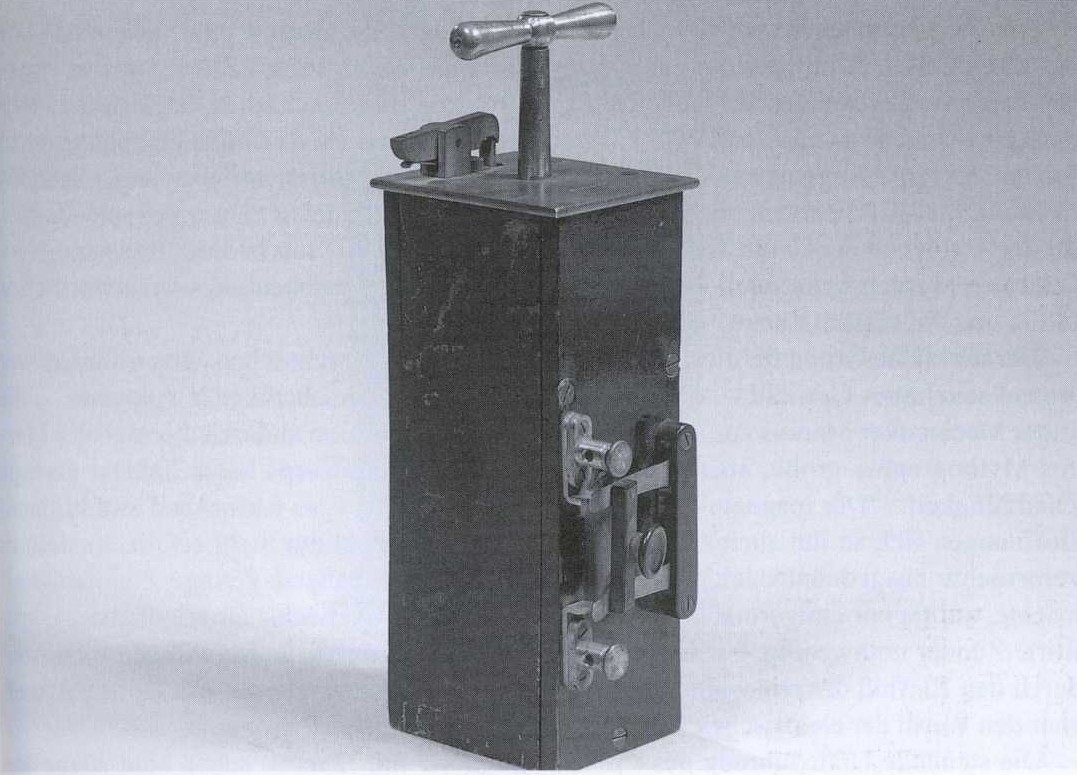
Взрывная машинка «Wiener Zünder»

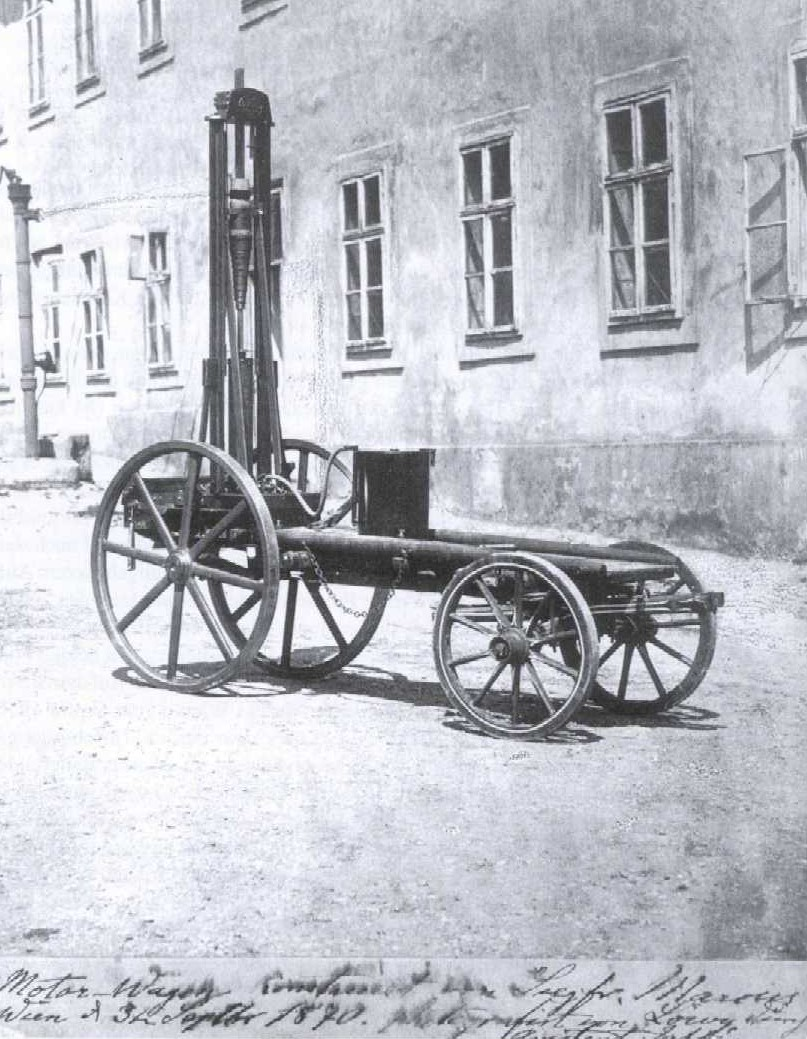
Первый автомобиль Маркуса с бензиновым двигателем

В 1856 году он открыл свою собственную мастерскую по изготовлению механического и электрического оборудования, которую назвал Telegraphenbauanstalt. Здесь он конструировал и производил телеграфные аппараты, взрывные машины, электрические детонаторы для военных и гражданских целей, электрические и бензиновые осветительные приборы и другое оборудование. Выпуском этих устройств и продажей своих многочисленных патентов Зигфрид Маркус зарабатывал на жизнь.
Его карбюраторы и бензиновые двигатели, особенно два его автомобиля, сделали его знаменитым. В общей сложности Маркус зарегистрировал более 130 патентов во многих областях техники в 16 странах. Он никогда не подал заявку на патент автомобиля, тем не менее, стал первым, кто использовал  бензин для приведения в движение транспортного средства в 1864 году. На Всемирной парижской выставке 1867 года он получил серебряную медаль, также был награждён австрийским императором Францем Иосифом I.
Из-за своего еврейского происхождения Зигфрид Маркус умалчивался во время нацистской диктатуры.
Умер 1 июля 1898 года в Вене и был похоронен на кладбище венского округа Хюттельдорф в районе Пенцинг. Позже его останки были перенесены в «Почетные могилы» центрального венского кладбища.
Наследником Зигфрида Маркуса стала его спутница жизни (Lebensgefährtin) Элеонора Бареш (Eleonora Baresch) и их две дочери — Элеонора Мария (Eleonora Maria) и Роза Мария Анна (Rosa Maria Anna). 
Многие австрийские города имеют улицы Зигфрида Маркуса. В 1925 году в его честь была названа улица Marcusgasse в Пенцингском районе Вены.